# Willi Hoberg
Willi Hoberg (* 8. August 1911 in Dittersbach; † seit Mai 1945 verschollen) war ein deutscher Verwaltungsbeamter und Landrat des Landkreises Geldern.

## Leben
Der Protestant Willi Hoberg war ein Sohn des Bergverwalters Max Hoberg und dessen Ehefrau Elfriede, geborene Paesler. Nach dem Besuch eines humanistischen Gymnasiums und dem zwischenzeitlichen Eintritt in die NSDAP zum 1. August 1930 (Mitgliedsnummer 287.587) studierte Hoberg von 1931 bis 1936 in Freiburg, Graz und Breslau Rechts- und Staatswissenschaften. Am 29. Februar 1936 legte er die Erste Juristische Staatsprüfung ab, worauf er am 6. April 1936 zum Gerichtsreferendar ernannt wurde. Nach dem Wechsel vom Justizdienst in den Verwaltungsdienst und unter Ernennung zum Regierungsreferendar (15. November 1936) war Hoberg bei der Preußischen Regierung in Liegnitz sowie dem untergeordneten Landratsamt in Landeshut tätig. Mit Ablegung der Großen Staatsprüfung am 26. August 1939 zum Regierungsassessor ernannt, fand Hoberg beim Landratsamt Kempen Beschäftigung. Von dort wechselte Hoberg zum Landratsamt Geldern, wo er vertretungsweise die Verwaltung leitete. Nach der Ernennung zum Regierungsrat am 1. November 1941 (Ernennungsurkunde vom 24. November 1941) übernahm Hoberg zum 1. Mai 1942 die Amtsgeschäfte des  dortigen Landrats. Seine definitive Bestallung folgte am 27. November mit Wirkung zum 1. November 1942.
Zum Kriegsdienst einberufen, nahm Hoberg von September 1939 bis August 1940 und ab Januar 1943 am Zweiten Weltkrieg teil. Seit Mai 1945 gilt er als verschollen.

## Familie
Willi Hoberg heiratete am 30. August 1939 in Liegnitz (?) Erika Hanetzki (* 17. Dezember 1914).